# Isaiah Brown
Isaiah Jay 'Izzy' Brown (Peterborough, 1997. január 7. –) angol labdarúgó. U17-es Európa-bajnok és UEFA Ifjúsági Liga győztes. 2023. április 8-án sérülései miatt bejelentette visszavonulását.

## Pályafutása

### Klubcsapatban
Isaiah Brown Peterborough városában született 1997. január 7-én. Első csapata a Leicester City volt, 2010-ben, 13 éves korában innen igazolt a West Bromwich Albion akadémiájára.
2013. május 4-én debütált a Premier League-ben a WBA színeiben, az ellenfél a Wigan volt. 2013. július 27-én leigazolta őt a Chelsea labdarúgó csapata. A Chelsea csapatában az U18-as és az U21-es csapatokban kapott lehetőséget, egészen 2015-ig kellett várnia a 2. PL-mérkőzésére: a Chelsea színeiben a korábbi klubja, a West Brom ellen debütált az első csapatban 2015. május 18-án. Csapatkapitányként vezette győzelemre a csapatát az UEFA Ifjúsági Ligában, az FK Sahtar Doneck elleni fináléban Brown 2 gólt szerzett. A több játéklehetőség reményében Brown 2015. július 17-én kölcsönbe ment a holland SBV Vitesse csapatához , melynek színeiben éppen egy angol csapat, a Southampton FC elleni 3–0-s vereséggel záruló Európa Liga-selejtezőn mutatkozott be. A Hollandiában töltött 1 év alatt 2 Európa-liga és 22 bajnoki mérkőzésen kapott lehetőséget. A szezon során megszerezte első felnőtt gólját: 2016. március 7-én a Roda JC kapuját vette be, a csapata pedig idegenben nyert 2–1-re. 2016. augusztus 15-én kölcsönvette őt az angol másodosztályban szereplő Rotherham United. Új csapatában 2016. augusztus 20-án debütált a Brentford FC elleni 1–0-s győzelem alkalmával. Első gólját a Bristol City FC elleni hazai mérkőzésen szerezte, amely 2–2-vel ért véget. Szeptember 24-én bevette a Cardiff City FC kapuját is, de csapata 2–1-re kikapott. December 10-én a Rotherham United 1–0-ra nyert Brown góljával a QPR csapata ellen, ezzel 11 vesztes meccs után nyert újra.

### A válogatottban

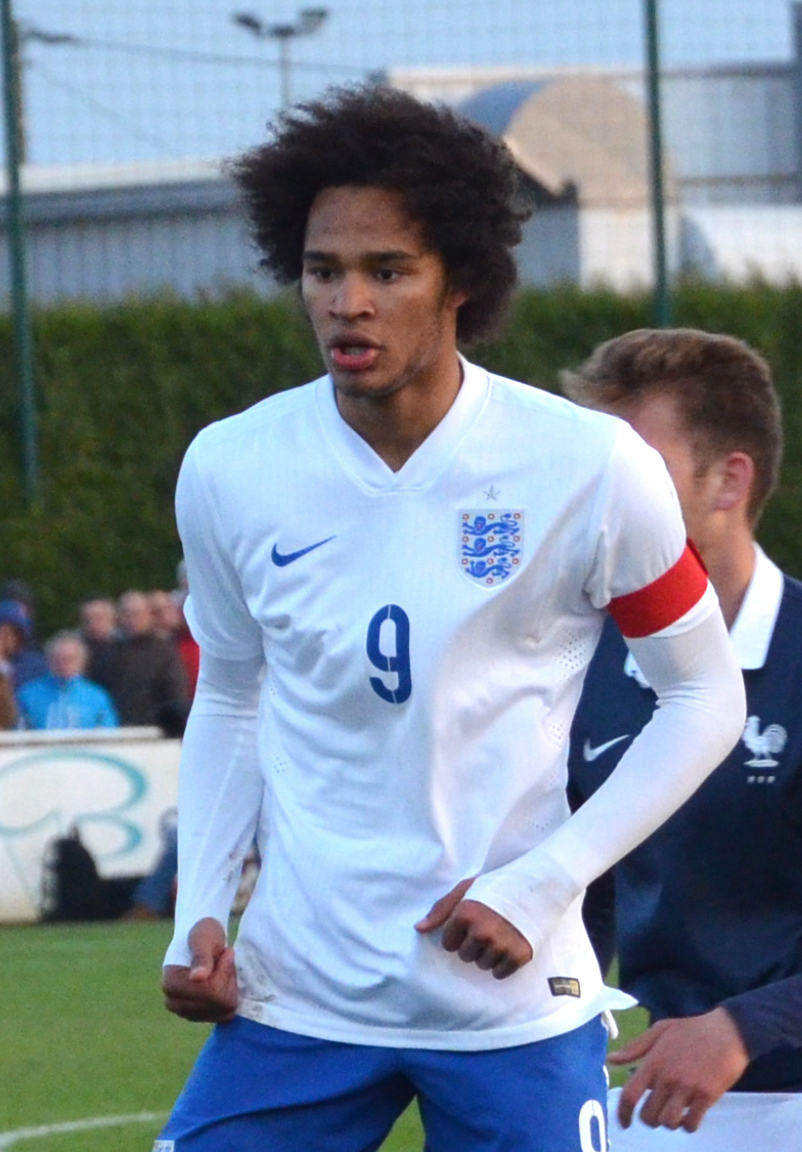
Brown az U19-es válogatottban

Isaiah Brown első utánpótlás válogatott mérkőzését az U16-os csapatban játszotta 2012. szeptember 27-én, az ellenfél Észak-Írország volt. Ezt követően szerepelt az U17-es válogatottban, mellyel megnyerte a 2014-es Máltán megrendezett U17-es labdarúgó-Európa-bajnokságot.
Ezt követően az U19-es válogatottban szerepelt, a 2016-os Eb-n az elődöntőig jutott a csapattal. Isaiah Brown a tornán 2 gólt rúgott.
2016 novemberében az U20-as válogatottban lépett pályára.

## Sikerei, díjai
Válogatott
- U17-es Európa-bajnok: 2014
- U19-es Európa-bajnoki bronzérmes: 2016